# 孔明辉
孔明辉，中华人民共和国政治人物、外交官。
1995年，接替江翔担任中华人民共和国驻几内亚大使。1998年，由许孟水接任。